# Wasserwerk Mittelstreu

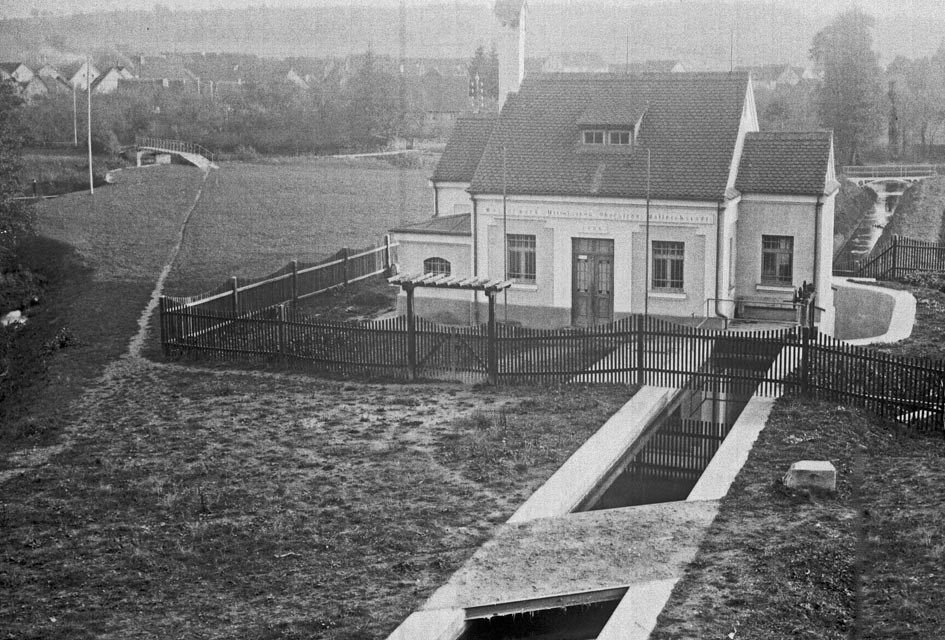
Das Wasserwerk Mittelstreu fotografiert von Anton Tretter

Das Wasserwerk Mittelstreu -Oberstreu - Mellrichstadt steht in der linken Streuaue gegenüber Mittelstreu, einem Gemeindeteil von Oberstreu im Landkreis Rhön-Grabfeld. Das von 1906 errichtete Wasserwerk versorgt die Gemeinden Mittelstreu, Oberstreu und Mellrichstadt.
Zusätzlich zur Namensgebung versorgt das Wasserwerk Mittelstreu noch die Gemeinden Oberstreu und Mellrichstadt. Darüber hinaus sorgt die große Menge an Wasser noch zusätzlich den Lieferung nach Bad Neustadt und bis in den Landkreis Bad Kissingen. Neben Trinkwasser wird Industrie und Gewerbe mit Trinkwasser versorgen. Die Kapazität beträgt etwa 2,3 Millionen m³ pro Jahr.
Die Quellen um den Eiersberg speissen sich aus Sickerwässern, die aus der Rhön sich Richtung der Flüsse Streu und Fränkische Saale bewegen. (Stichwort "Regenrinne der Rhön")

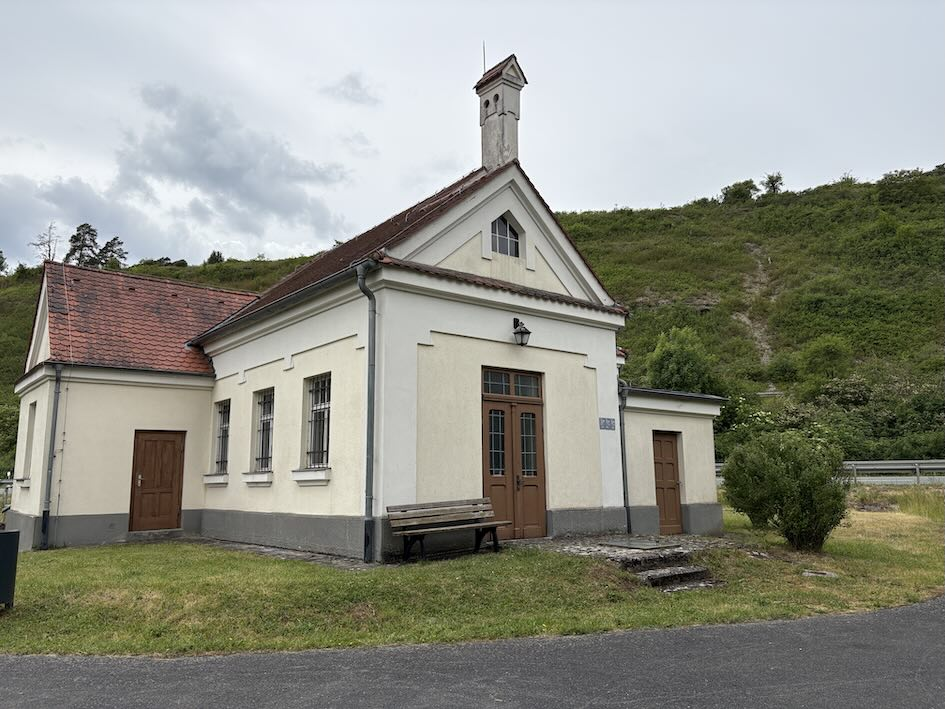
Wasserwerk mit Eiersberg

Schon seit den 1870er Jahren kam es zur Diskussion über die Wasserversorgung in Mellrichstadt und Umgebung. Nicht zuletzt durch den Eisenbahnbau zwischen Schweinfurt und Melrichstadt rückte der Eiersberg und seine ergiebigen Quellen in das Zentrum der Debatte. Das führte das zur Wahl der Mittelmühlquelle als Standort für ein Wasserwerk. Im Jahre 1906 kam es dann zur Umsetzung der Planung. Das Wasserwerk wurde am 16. September 1906 in Betrieb genommen. Davon ist eine einzigartige Dokumentation erhalten geblieben, die zur Eröffnung an die Öffentlichkeit übergeben wurde. Zusätzlich hatte der Mellrichstädter Fotograf Anton Tretter zur Eröffnung Fotografien angefertigt. Bis heute ist das Wasserwerk ein Bestandteil der Mellrichstädter Gruppe. Regierungsrat Gössmann und der Münchner Oberingenieur Blumrich gehörten zu den Hauptpersonen für die Umsetzung des Wasserwerks.
In der Gegenwart gehört das Wasserwerk zum Wasserzweckverband Mellrichstädter Gruppe.

## Daten und Fakten

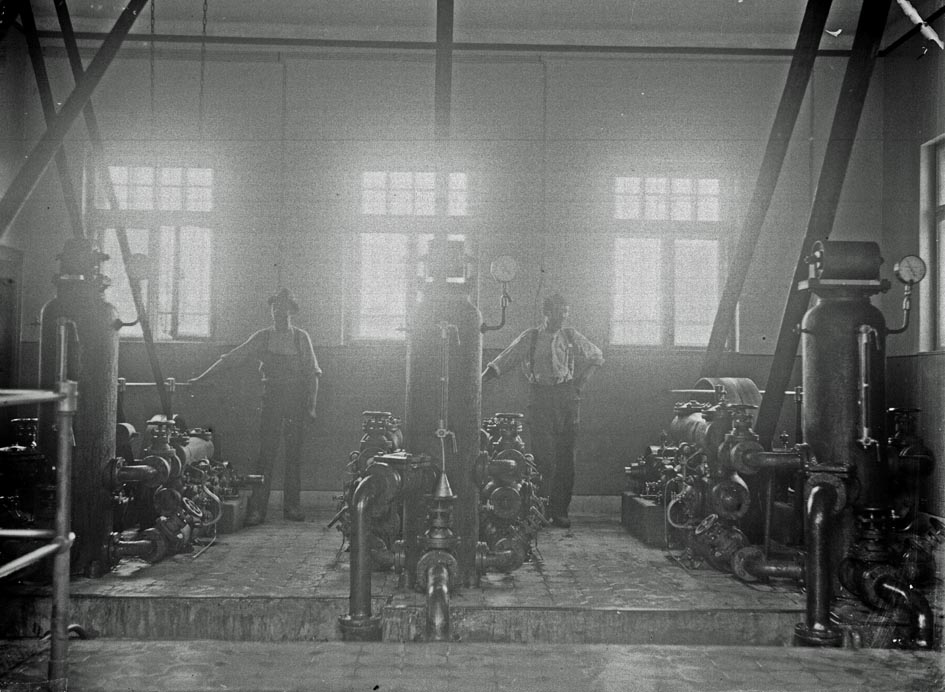
Arbeiter im Wasserwerk 1906

Rund 3000 Einwohner wurden ursprünglich mit dem Wasserwerk versorgt. Neben der Mittelmühlquelle gehört die Lochmühl- und die Wörthquelle zu den Versorgungsquellen.
Die Wasseranalyse von 1906 ergab:
In 100.000 Teilen (100 Liter) Wasser sind enthalten:
Feste Bestandteile (Trockenrückstand) 30,8 Gramm,
- Chlor (Cl.) 1,42 Gramm
- Salpetersäure (N2O5) 0,75 Gramm
- Salpetrige Säure (N2O3) fehlt
- Ammoniak (NHs) fehlt
- Kalk (CaO) . 11,04 Gramm,
- Magnesia (MgO) 2,01 Gramm,
- Schwefelsäure (SO3) 2,92 Gramm.

Die Härte des Wassers beträgt 13,8 deutsche Härtegrade.